# Dajana Cahill
Pour les articles homonymes, voir Cahill.
Dajana Cahill est une actrice australienne née le 4 août 1989 à Brisbane dans le Queensland. Elle joue Layla Fry dans la série télévisée Morte de honte ! (Mortified). Elle a aussi fait une apparition dans l'épisode 22 de la saison 2 de H2O : Drôle d'équipe. Elle y jouait une joueuse de volley-ball.